# Phonorhynchus paersei
Phonorhynchus paersei är en plattmaskart som beskrevs av Ferguson, Stirewalt och Kepner 1940. Phonorhynchus paersei ingår i släktet Phonorhynchus och familjen Polycystididae. Inga underarter finns listade i Catalogue of Life.